# 聖瑪麗峰
聖瑪麗峰（英語：St. Marie Peak），是南極洲的山峰，位於珀澤申群島的弗因島北端，海拔高度100米，美國地質調查局根據測量和美國海軍拍攝的空中照片繪入地圖，現時由南極條約體系管理。